# Autòlic (general)
Autòlic (en llatí Autolicus, en grec antic Αὐτόλυκος) era un general macedoni fill d'Agàtocles i germà de Lisímac de Tràcia. Va ser nomenat com un dels guardians (somatofílacs) del rei Filip III Arrideu l'any 321 aC.